# 와츠가시쥐
와츠가시쥐(Maxomys wattsi)는 쥐과에 속하는 설치류의 일종이다. 인도네시아 술라웨시섬에 분포한다.

## 특징
꼬리 길이 125~154mm를 제외한 몸길이가 164~185mm인 중형 설치류로 발 길이는 35~38mm이다. 귀 길이는 20~25mm이다.